# Eckenroth
Eckenroth là một đô thị thuộc huyện Bad Kreuznach trong bang Rheinland-Pfalz, phía tây nước Đức. Đô thị Eckenroth có diện tích 1,08 km², dân số thời điểm ngày 31 tháng 12 năm 2006 là 209 người.